# Joop Schotanus
Quarter Jasper (Joop) Schotanus (Kollumerzwaag, 19 februari 1932 – Rhenen, 14 augustus 2011) was een Nederlandse zendeling.

## Levensloop
Schotanus maakte op zeventienjarige leeftijd de keuze voor het christelijk geloof tijdens een conferentie van Het Zoeklicht. Hij volgde de kweekschool en in 1955 een opleiding aan het Institut Biblique Européen in Frankrijk. Daarna trouwde hij in 1956 met Mieke. Samen kregen zij zes kinderen.
Na hun bruiloft werd het echtpaar aangenomen door de Africa Inland Mission om in Belgisch-Congo onderwijs te gaan geven. Voordat ze werden uitgezonden volgde Schotanus een koloniale cursus in Brussel.
Schotanus arriveerde in 1959 in Belgisch-Congo, maar moest een jaar later weer vertrekken toen Congo de onafhankelijkheid uitriep. Op dat moment waren blanken hun leven niet zeker. Via Oeganda kwam de familie terecht in Kenia. Na een half jaar keerden zij terug naar Congo. In 1962 hadden ze een jaar verlof in Nederland, waarna de familie nog twee jaar in Kenia verbleef. Daar bleven zij nog zes jaar wonen nadat zij terugkeerden naar Nederland.
Na zijn terugkeer in Nederland ging Schotanus Franse les geven in het middelbaar onderwijs. Ook was hij enige jaren directeur van Het Zoeklicht en jaren verbonden als redacteur aan het gelijknamige blad. In 1982 hielp hij de Nederlandse tak van African Inland Mission oprichten. Daarvan was Schotanus tot 2006 de voorzitter. Vanuit die hoedanigheid was hij medeoprichter van de Evangelische Zendingsalliantie en hulporganisatie TEAR fund. Hij ging voor in tal van gemeenten, vooral in Friesland. Tijdens zijn preken legde hij vaak de nadruk op de Maranathaboodschap, ofwel dat Jezus Christus snel terugkomt.
Schotanus werd in 2006 benoemd tot ridder in de Orde van Oranje-Nassau. In 2010 constateerden artsen bij hem een ernstige vorm van kanker. Een jaar later overleed hij.